# Liste der Bodendenkmale in Bodenfelde
In der Liste der Bodendenkmale in Bodenfelde sind die Bodendenkmale der niedersächsischen Gemeinde Bodenfelde aufgeführt. Die Quelle ist der Denkmalatlas Niedersachsen. 

Bodenfelde im Landkreis Northeim

Der Stand der Liste ist der 2. Februar 2025.

## Allgemein
In den Spalten finden sich folgende Informationen des Bodendenkmales:
| Lage         | geographische Koordinaten                                                           |
| Bezeichnung  | Bezeichnung lt. Denkmalatlas                                                        |
| Beschreibung | Beschreibung lt. Denkmalatlas                                                       |
| ID           | Objekt-ID                                                                           |
| Bild         | Bild, ggf. zusätzlich mit Link zu weiteren Fotos im Medienarchiv Wikimedia Commons. |

## Nienover
| Lage                        | Bezeichnung                  | Beschreibung | ID       | Bild           |
| --------------------------- | ---------------------------- | --- | -------- | -------------- |
| 51° 40′ 51″ N, 9° 31′ 22″ O | Nienover 1, Schloss Nienover | Geht aus einer Höhenburg mit doppeltem Wallgrabensystem hervor, das heute größtenteils abgetragen bzw. verfüllt ist. Heutiger Gebäudebestand: Dreiflügelanlage mit Fachwerkobergeschoss auf hohen steinernen Grundmauern (H. im S bis 11 m) aus Sandsteinquadern bzw. Sandbruchsteinen mit auffallenden Stützpfeilern. Im W-Bereich heute Scheunengebäude, das vermutlich auf die ehemalige Burgkapelle zurückgeht. Gesamtfläche der Hauptburg ca. 50 × 50 m. Die Zuwegung zur Burg erfolgte von NW über den hier noch erhaltenen Graben über eine Brücke. Heute ist hier an Stelle der Brücke ein massiver Wegedamm aufgeschüttet. Die Burg wird - aufgrund eines erhaltenen romanischen Rundbogenfensters - ins 11./12. Jh. datiert, der beim Wiederaufbau ab 1640 abgetragene Bergfried in die Zeit um 1150 bis 1220. Im Bereich der vermutlich im NW gelegenen Vorburg seit dem 12. Jh. eine Stadtanlage, die seit dem Spätmittelalter völlig wüst gefallen ist. | 34816960 | Weitere Bilder |
| 51° 40′ 53″ N, 9° 31′ 8″ O  | Nienover 2, Stadtwüstung     | Eine hoch- bis spätmittelalterliche Siedlung mit Wall-Graben-Befestigung auf einer Fläche von ca. 300 × 500 m. Sehr seltener Denkmaltyp einer wüstgefallenen Stadt und um ein einzigartiges Monument der niedersächsischen Landesgeschichte. Auf Grundlage des bisherigen Forschungsstandes und vor allem der Keramikfunde wurde die Stadt wahrscheinlich in der zweiten Hälfte des 12. Jhs. von den Grafen von Dassel angelegt. Im 13. Jh. war Nienover lt. H.-G. Stephan wahrscheinlich „wirtschaftlicher Zentralort der Grafschaft mit umfangreicher Eisenverarbeitung auf der Basis des seinerzeit intensiven Bergbaus im Solling“. Im 14./15. Jh. erfolgte der Rückgang der Wirtschaftskraft Nienovers und die allmähliche Aufgabe der Stadt, zeitgleich mit dem Wüstfallen nahezu aller ländlicher Siedlungen im Gebirgsgebiet des Solling. | 34816961 | Weitere Bilder |